# Булиден
Булиден (на шведски: Boliden) е малък град в североизточна Швеция, лен Вестерботен, община Шелефтео. Намира се на около 620 km на североизток от централната част на столицата Стокхолм и на около 120 km на североизток от главния град на лена Умео. От общинския център Шелефтео отстои на 28,5 km на северозапад. В Булиден е основана шведската минна компания Булиден АБ. Има крайна жп гара. Населението на града е 1714 жители, по приблизителна оценка от декември 2017 г.